# Cerkiew św. Mikołaja Cudotwórcy w Kołodnem
Cerkiew św. Mikołaja Cudotwórcy w Kołodnem – drewniana cerkiew z XV wieku w Kołodnem, w obwodzie zakarpackim na Ukrainie.  

## Historia
Świątynia została wybudowana w 1470 roku. Jest to jeden z dwóch najstarszych kościołów w regionie Zakarpacia. Pierwotnie budynek znajdował się w miejscowości Odariw. Budynek przechodził modyfikacje budowlane od XVI do XVIII wieku. Dzięki środkom ambasady USA cerkiew została poddana rewitalizacji na początku XXI wieku. Zabytek architektury o znaczeniu narodowym.

## Galeria

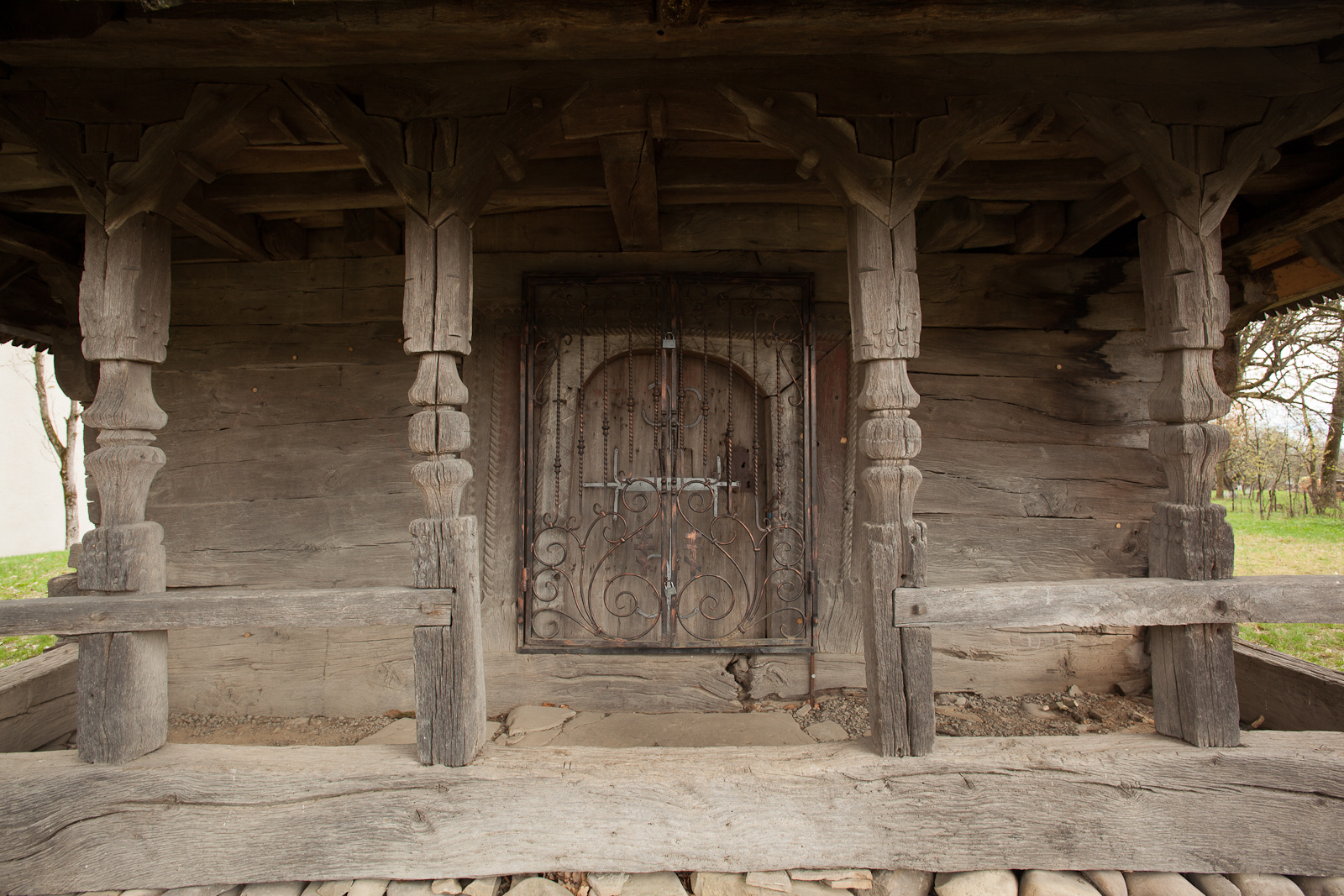
Wejście główne (2012)
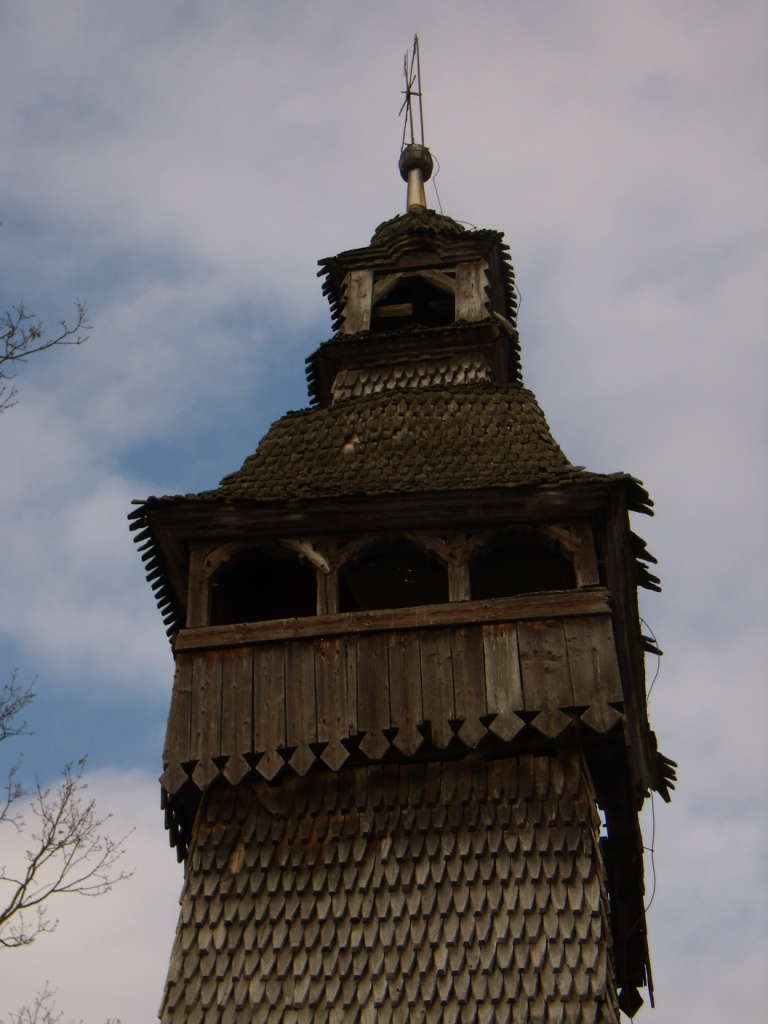
Wieża (2008)
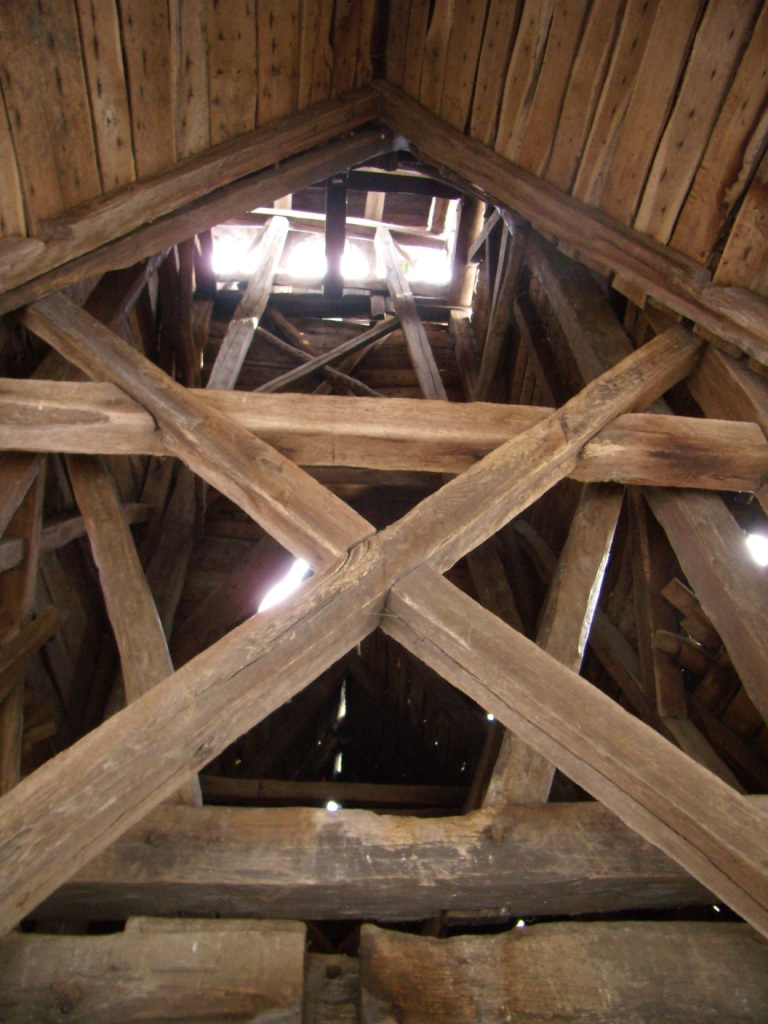
Wnętrze (2008)
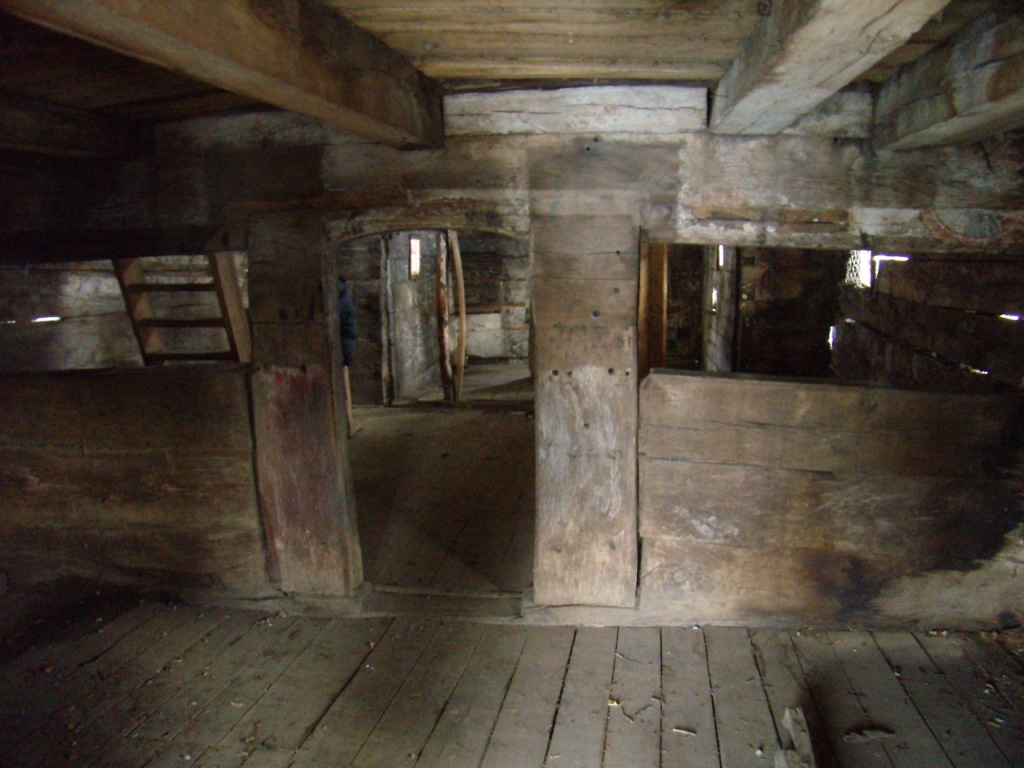
Wnętrze (2008)
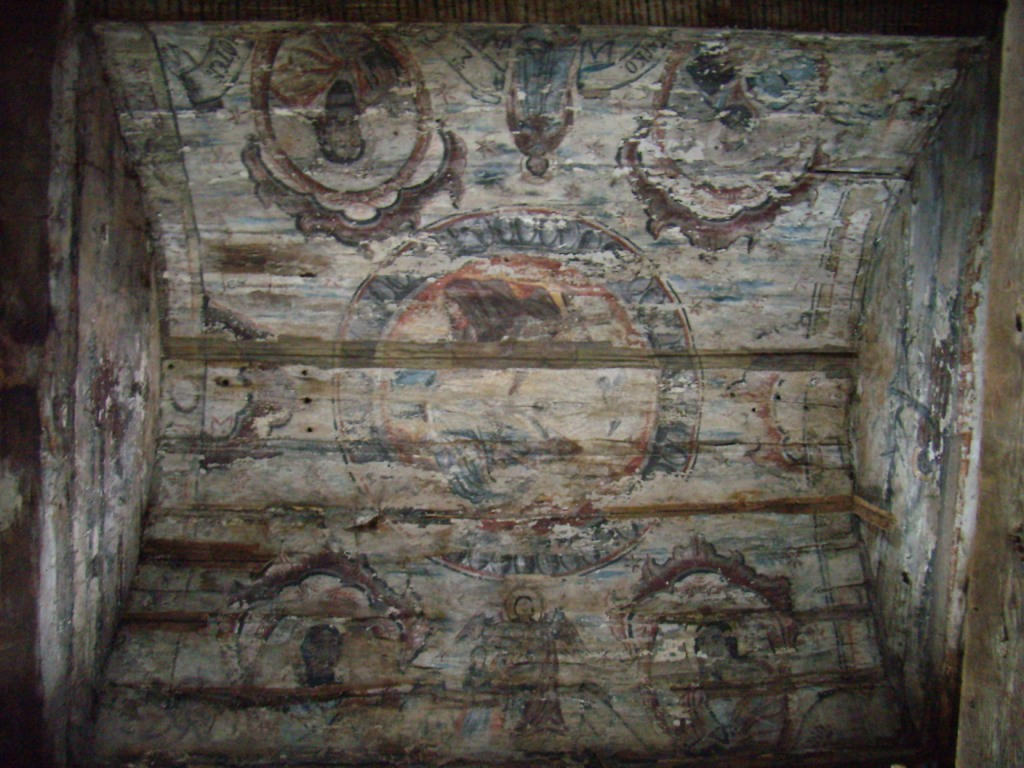
Polichromia na sklepieniu (2008)